# Radziecki Komitet ds. Kontaktów Kulturalnych z Rodakami za Granicą
Radziecki Komitet ds. Kontaktów Kulturalnych z Rodakami za Granicą (ros. Советский комитет по культурным связям с соотечественниками за рубежом) – radziecka organizacja wywiadowcza w okresie powojennym.
Krótko po zakończeniu II wojny światowej 8/9 maja 1945 r., władze ZSRR powołały w swojej strefie okupacyjnej Berlina Komitet ds. Powrotu do Ojczyzny, zajmujący się pomocą dla radzieckich obywateli w organizowaniu repatriacji do kraju. Faktycznie akcję tą organizowały służby specjalne. W 1955 r. decyzją Prezydium Rady Najwyższej ZSRR zostało utworzone Stowarzyszenie „Ojczyzna”. W 1959 r. Komitet ds. Powrotu do Ojczyzny w związku z zakończeniem repatriacji do ZSRR przemianowano na Komitet ds. Powrotu do Ojczyzny i Rozwoju Stosunków Kulturalnych z Rodakami za Granicą. Do jego zadań należało wspieranie ruchu patriotycznego wśród rosyjskich emigrantów, utrzymywanie kontaktów z nimi i informowanie o życiu w Związku Radzieckim. W ten sposób służby specjalne infiltrowały antykomunistyczne organizacje emigracyjne i umieszczały w nich swoją agenturę oraz prowadziły prosowiecką propagandę. W maju 1963 r. przekształcono go w Radziecki Komitet ds. Kontaktów Kulturalnych z Rodakami za Granicą, przenosząc siedzibę do Moskwy. W 1975 r. stał się on Radzieckim Stowarzyszeniem ds. Kontaktów Kulturalnych z Rodakami za Granicą. W Niemieckiej Republice Demokratycznej istniał oddział organizacji. W republikach ZSRR działały komitety republikańskie ds. kontaktów kulturalnych z zagranicą. Organami prasowymi były gazeta „Gołos Rodiny” i czasopismo „Rodina”, regularnie wysyłane za granicę.